# La pista bulgara
La pista bulgara (Balkan runner) è un film del 1994 diretto da Stelvio Massi (con lo pseudonimo di Max Steel).

## Trama
Al funerale di Nicolaj Fedorov assiste il capo dell'Ente internazionale antidroga. Il defunto era un agente bulgaro dell'antidroga, ucciso in un'imboscata da Sura, trafficante d'armi e droga col Medio Oriente, e ora la vedova Mirna decide di vendicarlo: viene scelta per collaborare con l'agente sotto copertura Marc Fremont, che scopre i rapporti tra Sura e Andrej Solivec, direttore del carcere di Plovdiv. Marc si fa arrestare e inviare proprio in quella prigione.